# Proteste in Moskau 2019

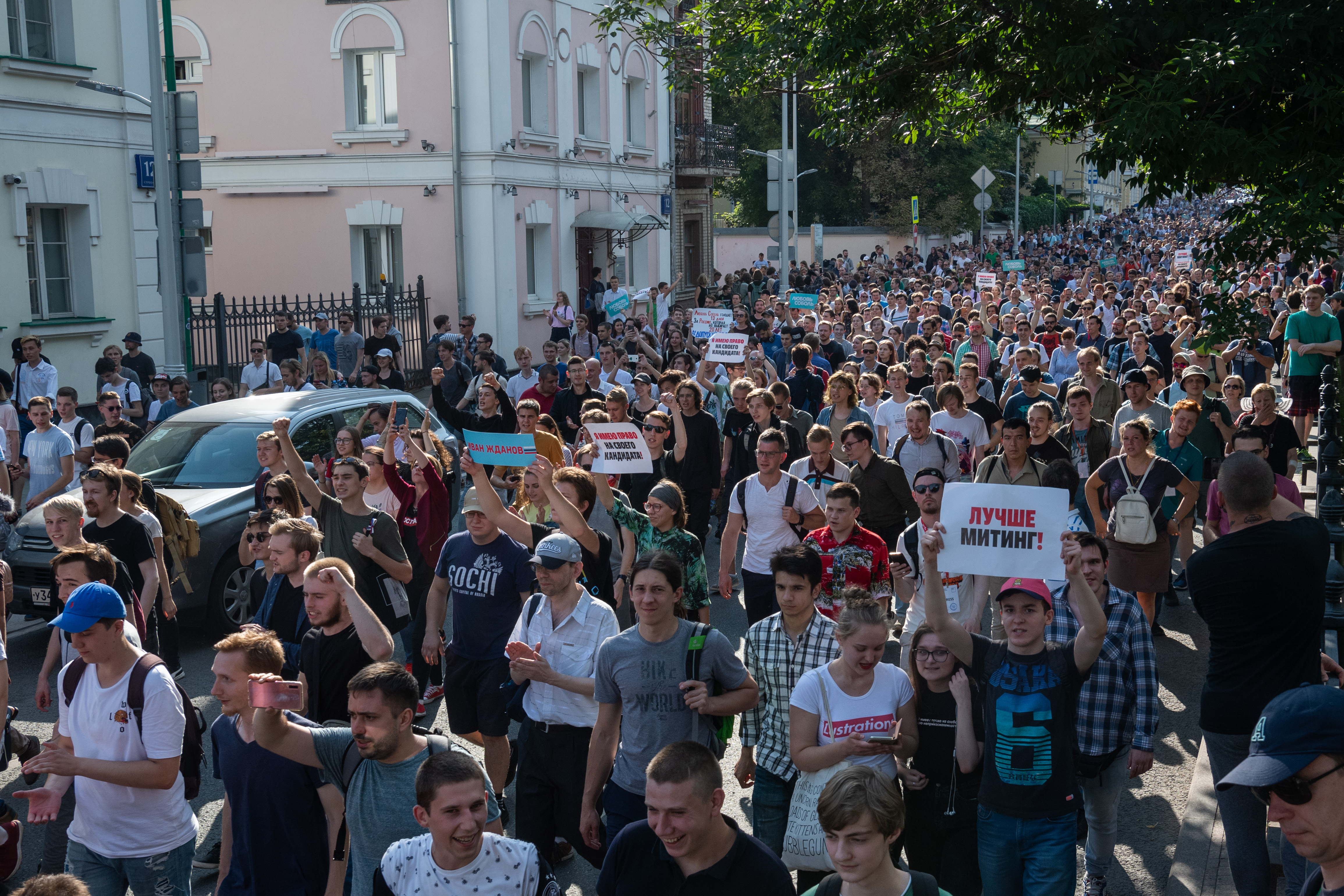
Proteste in Moskau am 27. Juli 2019

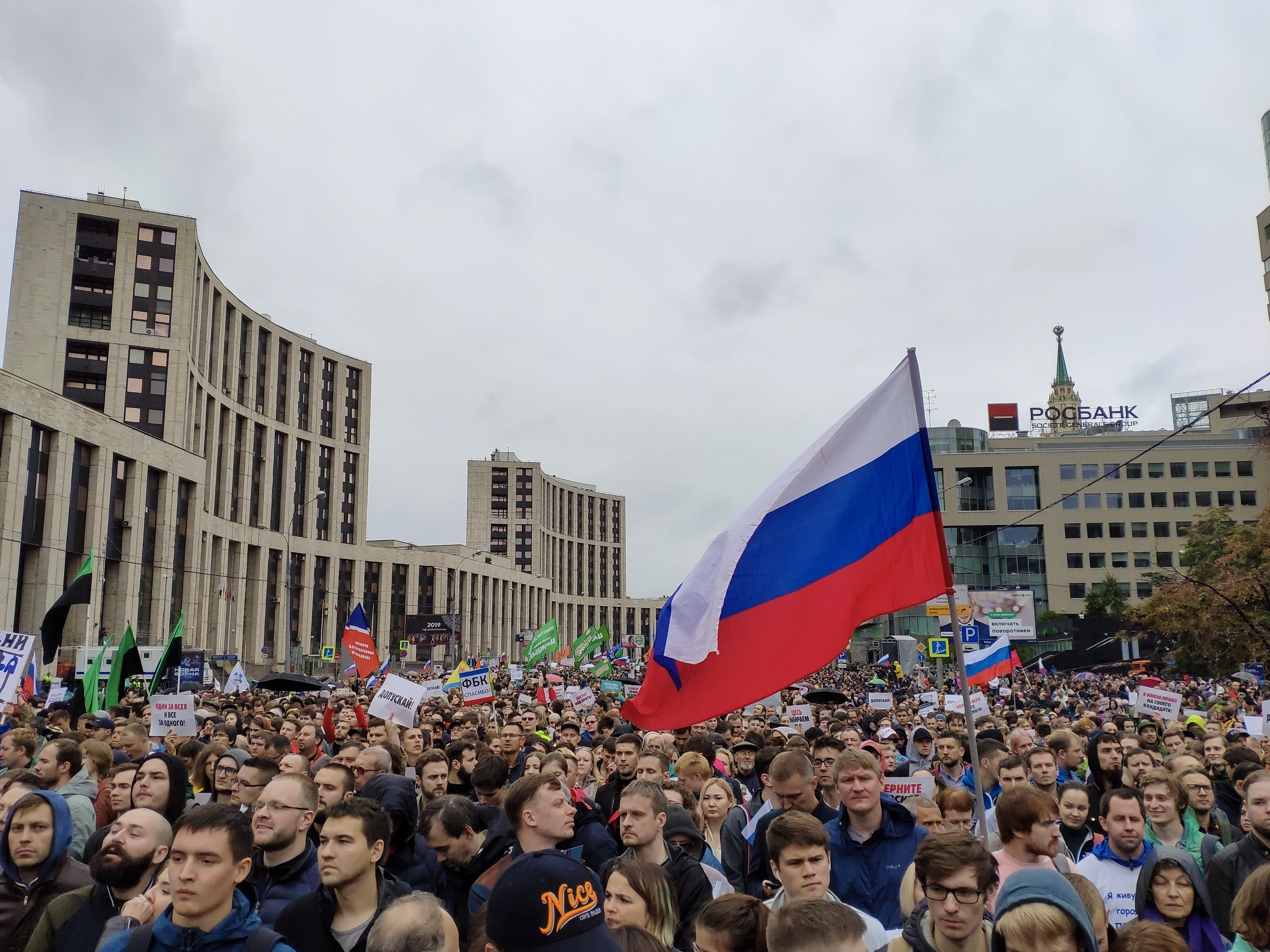
Proteste in Moskau am 10. August 2019.

Die Proteste in Moskau 2019 richteten sich vor allem gegen die Umstände der Kommunalwahlen zur Moskauer Stadtduma am 8. September 2019 sowie gegen Justizwillkür.
Seit Mitte Juli 2019 gingen in der russischen Hauptstadt Moskau zehntausende Menschen auf die Straße, um gegen den Ausschluss mehrerer Oppositionspolitiker – Ilja Jaschin, Wladimir Milow, Iwan Schdanow, Jegor Schukow und Ljubow Sobol – von der Kommunalwahl am 8. September 2019 zu protestieren. Die Polizei nahm bei einer großen Kundgebung hunderte Menschen fest. Bei nicht genehmigten Protesten Ende Juli gab es fast 1400 Festnahmen. Die Polizei setzte unter anderem Schlagstöcke gegen friedliche Demonstranten ein.
International wurde die unverhältnismäßige Polizeigewalt kritisiert.
Bei Demonstrationen am 27. Juli und 3. August in Moskau wurden insgesamt mehr als 2000 Menschen festgehalten, mehr als 500 mit Strafen belegt, mehr als 100 davon erhielten kurzzeitige Haftstrafen.
Einer der Kandidaten, Jegor Schukow, zog seine Kandidatur zugunsten eines Mitbewerbers zurück. Er wurde angeklagt und später verurteilt; er habe Demonstrationen angeführt.
Eltern, die ihr Kind kurzzeitig einem Cousin zur Obhut gegeben hatten, wurde gerichtlich mit dem Entzug des Kindes gedroht.
Die Nowaja gaseta rief auf der Webseite Change.org dazu auf, Unterschriften für freie Wahlen zu sammeln.
Im Vorfeld einer Demonstration ging die russische Justiz gegen die „Stiftung gegen Korruption“ des Oppositionspolitikers Alexei Nawalny vor; ihm wurde Geldwäsche in Millionenhöhe vorgeworfen, es gab Durchsuchungen, Vernehmungen sowie Kontosperrungen. Nawalny kritisierte das Vorgehen der Justiz als Einschüchterung. Einige Vertreter seiner Stiftung, darunter die Juristin Ljubow Sobol und der Leiter Iwan Schdanow, waren zur Wahl zum Moskauer Stadtparlament nicht zugelassen worden.
Diese Proteste seien moralisch, nicht politisch gewesen, genau daher hätten sie Menschen verschiedener politischer Ansichten vereint, so Leonid Gosman. Es sei eine Unmöglichkeit, in diesem Land mit der Grobheit, Arroganz und Unzulänglichkeit der Behörden, mit ihren Lügen, ihrer Verachtung der Menschen, ihrer Ausrichtung auf Archaik und Demodernisierung zu leben.